# Швидкодія
Швидкодія (англ. speed of response[що?], нім. Schnelligkeit f, Reaktionsfähigkeit f, Ansprechgeschwindigkeit f) — швидкість реакції системи на зовнішні дії або кількість операцій, які здійснює система за одиницю часу.
- Швидкодія у системах автоматичного керування (САК) — швидкість реакції системи на збурення. Швидкодія САК — показник якості регулювання. Задача визначення оптимальної швидкодії САР розглядається в рамках теорії автоматичного регулювання. При цьому визначається мінімальний час за який об'єкт, що описується системою диференційних рівнянь можна перевести з початкового стану x(0)=x0 в заданий кінцевий стан х(t1)=x1.
- Обчислювальна потужність комп'ютера — середньостатистична кількість операцій (команд), які виконує комп'ютер за одиницю часу. Станом на 2011 р. найпотужніший у світі суперкомп'ютер K computer має пікову продуктивність 11,280 петафлопс, а максимальну 10,510 петафлопс (петафлопс — 1015 операцій з рухомою комою за 1 секунду). Пікова продуктивність комп'ютера на базі чотириядерного процесора AMD Phenom 9500 з тактовою частотою 2,2 ГГц становить 3,52 млрд операцій за секунду = 0,0352 терафлопс.[джерело?] Для чотириядерного процесора Core 2 Quad Q6600 — 3,93 млрд операцій за секунду = 0,0393 терафлопс[1].
- Швидкодія автоматичного вимикача, пускача або іншого контактного електричного апарату — термін часу, за який цей апарат виконує технологічну функцію. Власний час відключення автоматів різних конструкцій знаходиться в межах 0,002-0,05 с. Повний час спрацювання пускачів при струмах, що перевищують уставку пристрою максимального струмового захисту в 1,5 раза, не повинен[джерело?] перевищувати 0,15 с.